# Liste der geschützten Landschaftsbestandteile im Landkreis Forchheim
Im Landkreis Forchheim gibt es 23 ausgewiesene geschützte Landschaftsbestandteile.
| Aussichtskanzeln                               |    | LB-00862 | Gößweinstein Bestände der nur in der fränkischen Schweiz vorkommenden Fränkischen Mehlbeere Karte: 1135497458 auf OpenStreetMap | ⊙ | 4,2   | 17. Feb. 1995 |
| Bernbrunnen                                    | BW | LB-00858 | Ebermannstadt, Breitenbach Kalktuffbach mit Tuffbecken und umgebenden Steinschutthangwald Karte: 1135385030 auf OpenStreetMap | ⊙ | 9,2   | 9. Feb. 1996  |
| Birkenreuther Tal                              |    | LB-00703 | Wiesenttal, Streitberg, Birkenreuth Strukturreicher und vielfältiger Biotopkomplex, bestehend aus Kalkflachmoor-, Nasswiesen, Bachstauden-, Quell-, Kalkmagerrasen-, Hecken-, Wald-, Gehölz- und Wiesenbereich Karte: 1135385026 auf OpenStreetMap | ⊙ | 24,5  | 20. Juli 1998 |
| Birkigweiher                                   | BW | LB-00860 | Poxdorf Wertvolles Feuchtbiotop Karte: 1135497466 auf OpenStreetMap | ⊙ | 3,7   | 17. Juli 1995 |
| Brünnleinsäcker                                |    | LB-00865 | Wiesenttal, Streitberg Intakter Quellbereich in reich strukturiertem Feuchtwald Karte: 15394807 auf OpenStreetMap | ⊙ | 4,6   | 26. Juli 1996 |
| Eglofsteiner Weiher                            |    | LB-00654 | Hausen, Wimmelbach, Forchheim, Burk Landschaftsprägende Teiche Karte: 15396244 auf OpenStreetMap | ⊙ | 22,85 | 10. Apr. 1997 |
| Einbühl                                        |    | LB-00657 | Ebermannstadt, Breitenbach, Gasseldorf Steinbruch mit seltener Schichtung des oberen Malm Karte: 1135385029 auf OpenStreetMap | ⊙ | 40,3  | 30. Juni 1997 |
| Felsen und Hangwälder der Flur Schießholz      | BW | LB-00842 | Pretzfeld, Egloffstein, Zaunsbach Landschaftsbild Karte: 1135513432 auf OpenStreetMap | ⊙ | 11    | 25. Mai 1992  |
| Feuchtgebiet bei Schlammersdorf                | BW | LB-00819 | Hallerndorf, Schlammersdorf Ausgedehntes Feuchtbiotop Karte: 1135497470 auf OpenStreetMap | ⊙ | 4,3   | 21. Feb. 1989 |
| Hummerberg                                     |    | LB-00834 | Wiesenttal, Streitberg Felsbildungen des Malm Karte: 1135385024 auf OpenStreetMap | ⊙ | 4     | 20. Okt. 1994 |
| Hummerstein                                    |    | LB-00922 | Ebermannstadt, Gasseldorf Bedeutsame Mager- und Trockenrasenstandorte Karte: 1135385025 auf OpenStreetMap | ⊙ | 30    | 13. Juni 2000 |
| Hutweide am Reisberg                           | BW | LB-00826 | Pretzfeld, Hetzelsdorf, Hagenbach Trockenen Saumbereiche von Kalktrockenrasen Karte: 15396394 auf OpenStreetMap | ⊙ | 24,3  | 5. Juli 1996  |
| Kalkflachmoor an der Mühlleite                 | BW | LB-00822 | Unterleinleiter Feuchtbiotop Karte: 1135385031 auf OpenStreetMap | ⊙ | 1,6   | 28. Okt. 1994 |
| Kesselleite                                    | BW | LB-00900 | Neunkirchen a. Brand Feuchtwald, seltener Lebensraum Karte: 1135497461 auf OpenStreetMap | ⊙ | 2,5   | 20. Jan. 1993 |
| Kröttental                                     | BW | LB-00663 | Forchheim, Kersbach, Pinzberg Feuchtwiesen- und Wälder Karte: 1135497465 auf OpenStreetMap | ⊙ | 18,8  | 7. Juli 1997  |
| Mehlbeerensteig                                |    | LB-00649 | Wiesenttal, Muggendorf, Engelhardsberg Mehlbeerenvorkommen Karte: 1135385028 auf OpenStreetMap | ⊙ | 16,8  | 20. Sep. 1994 |
| Moritztal                                      |    | LB-00680 | Leutenbach Hochstaudenfluren, Fettwiesen, bachbegleitende Vegetation, Felsheiden und Waldbereiche Karte: 15396243 auf OpenStreetMap | ⊙ | 20    | 22. März 1999 |
| Reckenberg                                     | BW | LB-00859 | Gräfenberg, Walkersbrunn Schützenswerter Halbtrockenrasen und wertvolle Felsvegetation Karte: 1135497462 auf OpenStreetMap | ⊙ | 3,8   | 30. Sep. 1994 |
| Sandgrube Dormitz                              | BW | LB-00776 | Dormitz Mager- und Trockenstandort Karte: 1135497459 auf OpenStreetMap | ⊙ | 6,4   | 30. Juni 1997 |
| Sommerleite                                    | BW | LB-00775 | Forchheim, Buckenhofen Wertvolles Feuchtgebiet Karte: 1135497469 auf OpenStreetMap | ⊙ | 2     | 23. Feb. 1989 |
| Steinbruch bei Urspring                        | BW | LB-00814 | Pretzfeld, Wichsenstein Schichtung des oberen Malm Karte: 1135513431 auf OpenStreetMap | ⊙ | 3,6   | 12. Juli 1989 |
| Steinbruch beim Feuerstein                     |    | LB-00661 | Ebermannstadt, Breitenbach In Regeneration befindliches Abbaugebiet Karte: 1135385023 auf OpenStreetMap | ⊙ | 16,3  | 30. Jan. 1998 |
| Weiherwiese                                    | BW | LB-00900 | Neunkirchen a. Brand, Dormitz, Rosenbach Wertvolles Feuchtgebiet Karte: 1135497460 auf OpenStreetMap | ⊙ | 2,15  | 23. März 1993 |
| Legende für Geschützter Landschaftsbestandteil |    |          | |   |       |               |